# Ядерний синтез

Дейтерій-тритієва реакція синтезу вважається найперспективнішою як джерело термоядерної енергії

Енергія зв'язку поширених ізотопів у розрахунку на один нуклон

Я́дерний си́нтез — це процес, під час якого два, або більше, атомні ядра об'єднуються, формуючи важче ядро.
Для зближення атомних ядер достатньо того, щоб почала діяти сильна ядерна взаємодія і відбулася ядерна реакція, потрібна деяка кількість енергії.
Пакувальний множник — дефект маси (різниця між масами складових ядра і його власною масою) у розрахунку на один нуклон, досягає максимуму для заліза. Таким чином, якщо при злитті двох ядер утворене ядро легше за ядро заліза, виділяється велика кількість енергії. Як можна бачити з графіку, енергія, що виділяється при цьому, навіть більша, ніж та, що може виділитися при розпаді ядра. Завдяки цьому ядерний синтез — перспективне джерело енергії, і є важливим напрямком досліджень сучасної науки і техніки.
Ядерний синтез є джерелом енергії в зорях та застосовується у водневих бомбах.

## Процес реакції ядерного синтезу
В атомному ядрі діють два типи взаємодії: сильна взаємодія, що утримує протони та нейтрони разом та значно слабше електростатичне відштовхування між однаково зарядженими протонами ядра, що намагається розірвати ядро. Сильна взаємодія проявляється лише на дуже коротких відстанях між протонами та нейтронами, що безпосередньо межують один з одним. Це також означає, що протони та нейтрони на поверхні ядра утримуються слабше, ніж протони та нейтрони всередині ядра. Сила електростатичного відштовхування натомість діє на будь-яких відстанях та є обернено пропорційною квадрату відстані між зарядами, тобто кожен протон в ядрі взаємодіє з кожним іншим протоном в ядрі. Це призводить до того, що зі збільшенням розміру ядра сили, які утримують ядро, зростають до певного атомного номера (заліза), а потім починають слабшати. Починаючи з бісмуту усі ядра важких елементів нестабільні.

### Кулонівський бар'єр
Для здійснення реакції ядерного синтезу слід витратити певну енергію на подолання сили електростатичного відштовхування між двома атомними ядрами та звести їх на відстань, де починає діяти сильна взаємодія. Енергія, яка потрібна для подолання сили електростатичного відштовхування, називається кулонівським бар'єром.
Кулонівський бар'єр найнижчий для ізотопів водню, оскільки вони мають у ядрі лише один протон. Для суміші дейтерію та тритію результуючий енергетичний бар'єр становить 0,1 МеВ. Для порівняння, щоб позбавити атом водню його електрона потрібно лише 13 еВ, тобто в 7500 разів менше. Коли реакція синтезу завершується, нове ядро перебуває у збудженому стані та переходить на нижчий енергетичний рівень із виділенням енергії. Наприклад, у реакції між дейтерієм та тритієм утворюється ядро гелію та випромінюється нейтрон із енергією 17,59 МеВ, що набагато більше, ніж потрібно для початку реакції. Тобто, реакція дейтерію та тритію відбувається з вивільненням значної кількості енергії.

### Термоядерна реакція
Якщо ядра є частиною плазми поблизу стану теплової рівноваги, а реакція синтезу відбувається за рахунок кінетичної енергії термічного руху іонів плазми, то така реакція синтезу називається термоядерним синтезом. Оскільки температура згідно з кінетичною теорією є мірою середньої кінетичної енергії частинок, нагріваючи плазму можна надати ядрам енергію, достатню для подолання кулонівського бар'єру.
Переклавши 0,1 MеВ (енергетичне значення кулонівського бар'єру для D-Т реакції синтезу) у кельвіни отримаємо температуру понад 1 ГК, це надзвичайно висока температура.
Є однак два явища, внаслідок яких ядерні реакції відбуваються за значно нижчих температур. По-перше, температура відображає середню кінетичну енергію, тобто навіть за температур, нижчих ніж еквівалент 0,1 МеВ, частина ядер матиме енергію значно більшу за 0,1 МеВ, у той час як решта матиме меншу енергію. По-друге, внаслідок квантового тунелювання ядра можуть долати бар'єр Кулона і за меншої енергії. Імовірність такої події невелика, однак це дозволяє отримати (повільніші) реакції синтезу за нижчих температур.

## Ядерний синтез у зорях

Протон-протонний ланцюжок є основним джерелом енергії для Сонця та менших зір.

Умови для ядерного синтезу повною мірою виникають у надрах зір, зокрема Сонця. Саме реакції ядерного синтезу виробляють енергію, що випромінюється зорями.
Практично весь час, який зірка перебуває на головній послідовності, джерелом енергії в ній є перетворення водню на гелій. 
Для зір із масою меншою за 1,2 M☉ це відбувається в процесі утворення α-частинки з чотирьох протонів, із вивільненням двох позитронів і двох нейтрино, із проміжним утворенням біпротону, дейтрону і гелію-3. Ця реакція називається протон-протонний ланцюжок, і є доволі повільною (типовий час існування вільного протона в сонячному ядрі складає мільярди років), але завдяки великій кількості водню в зорях ця реакція забезпечує енергією всі зорі протягом близько 90 % часу їх існування.
Для масивніших зір головним є так званий Вуглецево-азотний цикл (CNO-цикл), в якому ядра вуглецю, азоту й кисню виступають як каталізатори для перетворення чотирьох протонів на альфа-частинку.
Наступною ланкою є потрійна α-реакція (утворення ядра вуглецю з трьох ядер гелію). Вона може відбуватися лише за температури в сто мільйонів кельвінів, яка може бути досягнута лише в зорях, маса яких перевищує 0,5 M☉.
У масивних зорях далі послідовно відбуваються ядерне горіння вуглецю, неону, кисню і кремнію, у результаті якого утворюються ядра групи заліза.
Утворення ще важчих ядер відбувається у ядрах та оболонках масивних червоних гігантів завдяки процесу послідовного захоплення нейтронів та бета-розпаду нестійких ядер, що утворюються (s-процес).
Наймасивніші ядра (важчі Бісмуту) утворюються завдяки r-процесу, коли нестабільні ядра встигають захопити додаткові нейтрони до того, як зазнають бета-розпаду. Процес відбувається під час спалахів наднових або злиття нейтронних зір.
Внесок p-процесу в нуклеосинтез невеликий, але завдяки йому синтезуються так звані Обійдені ядра (порівняно багаті на протони ядра), що не можуть утворюватися в s-процесі або r-процесі.

## Штучний ядерний синтез
Процес ядерного синтезу штучно відтворюють на різноманітному устаткуванні для наукових та технологічних цілей.
Найперший пристрій, у якому було отримано ядерний синтез — вакуумна камера з природним джерелом α-часток, яку застосував Ернест Резерфорд.
Пізніше було створено різноманітні прискорювачі заряджених часток, в яких також відбувалися ядерні реакції синтезу. На такому устаткуванні було отримано штучно синтезовані хімічні елементи з атомними номерами понад 100. У прискорювачах ядерний синтез відбувається за рахунок енергії електричного поля, що прискорює протони, α-частинки або важчі іони.
Найперше практичне застосування реакції ядерного синтезу — воднева бомба, де термоядерна реакція ініціюється вибухом ядерного запалу.
Також використовуються так звані нейтронні фабрики — джерела нейтронів, що отримуються від реакцій синтезу завдяки енергії електричного поля. Зокрема, мініатюрні джерела нейтронів використовують як ініціатори для ядерних бомб. Подібним чином функціонують також фузори — мініатюрні реактори синтезу з інерційним утриманням плазми та споріднені з ними реактори типу «Полівелл». Фузори не вважають перспективними, як джерело енергії, і вони є предметом інтересу аматорів ядерної фізики, тоді як реактори системи «Полівелл» досліджуються як перспективне джерело енергії.
Здійснюються активні дослідження для створення пристроїв, що допомогли б здобувати термоядерну енергію. Проте небагато сучасних термоядерних реакторів застосовують безпосередньо для отримання термоядерної реакції. Більшість з таких пристроїв — моделі, що використовують водневу плазму, яка за своїми властивостями подібна до дейтерій-тритієвої. Найбільшим проєктом термоядерної енергетики є міжнародний проєкт Міжнародного експериментального термоядерного реактора (ITER).
У 2015 р. німецькі вчені з Інституту плазменої фізики Макса Планка (Max Planck Institute for Plasma Physics) досягли стійкої термоядерної реакції з перевищенням виділеної енергії над затраченою. Для цього використано стеларатор.

### Ядерний синтез у енергетиці
Щоб бути придатною для використання як джерело енергії, реакція синтезу має задовольняти наступним критеріям:
- … бути екзотермічною.
- … задіяти легкі елементи. Ця вимога дозволяє використовувати реактанти з найнижчим кулонівським бар'єром, реакції між якими починаються за нижчої температури.
- … тільки два реактанти. Реакції з більшою кількістю компонент можливі лише за значної густини плазми, що існує тільки в надрах зір.
- … мати два продукти реакції. Це дозволяє одночасно задовольнити закони збереження енергії та імпульсу[джерело?].
- … зберігати протони та нейтрони[джерело?].

Кількість реакцій, які задовольняють зазначеним вимогам, невелика, нижче наведено найцікавіші з них.
| (1)  | D   | + | T   | → |   | 4He | (3.5 MeV)  | + |   | n   | (14.1 MeV) |   |   |            |  |        |
| (2)  | D   | + | D   | → |   | T   | (1.01 MeV) | + |   | p   | (3.02 MeV) |   |   |            |  | (50 %) |
| (3)  |     |   |     | → |   | 3He | (0.82 MeV) | + |   | n   | (2.45 MeV) |   |   |            |  | (50 %) |
| (4)  | D   | + | 3He | → |   | 4He | (3.6 MeV)  | + |   | p   | (14.7 MeV) |   |   |            |  |        |
| (5)  | T   | + | T   | → |   | 4He |            | + | 2 | n   | + 11.3 MeV |   |   |            |  |        |
| (6)  | 3He | + | 3He | → |   | 4He |            | + | 2 | p   |            |   |   |            |  |        |
| (7)  | 3He | + | T   | → |   | 4He |            | + |   | p   |            | + | n | + 12.1 MeV |  | (51 %) |
| (8)  |     |   |     | → |   | 4He | (4.8 MeV)  | + |   | D   | (9.5 MeV)  |   |   |            |  | (43 %) |
| (9)  |     |   |     | → |   | 4He | (0.5 MeV)  | + |   | n   | (1.9 MeV)  | + | p | (11.9 MeV) |  | (6 %)  |
| (10) | D   | + | 6Li | → | 2 | 4He | + 22.4 MeV |   |   |     |            |   |   |            |  |        |
| (11) | p   | + | 6Li | → |   | 4He | (1.7 MeV)  | + |   | 3He | (2.3 MeV)  |   |   |            |  |        |
| (12) | 3He | + | 6Li | → | 2 | 4He |            | + |   | p   | + 16.9 MeV |   |   |            |  |        |
| (13) | p   | + | 11B | → | 3 | 4He | + 8.7 MeV  |   |   |     |            |   |   |            |  |        |

p (протон), D (дейтерій) та T (тритій) — усталені позначення для трьох ізотопів водню.
Щоб оцінити придатність цих реакцій, окрім компонентів реакції та енергії, що вивільняється, слід знати поперечний перетин реакції. Кожен реактор синтезу здатен витримати певне максимальне значення тиску плазми, та щоб бути економічно вигідним він працюватиме із густиною плазми, що близька до максимальної. За такого тиску максимальний вихід реакції буде отримано за температури, коли значення <σv>/T² є максимальним. За такої температури значення nTτ, потрібне для запалення (англ. ignition), є мінімальним. Нижче наводяться значення оптимальної температури та <σv>/T² деяких із наведених вище
реакцій.
| пальне | T [keV] | <σv>/T² [m³/sec/keV²] |
| ------ | ------- | --------------------- |
| D-T    | 13,6    | 1,24×10−24            |
| D-D    | 15      | 1,28×10−26            |
| D-3He  | 58      | 2,24×10−26            |
| p-6Li  | 66      | 1,46×10−27            |
| p-11B  | 123     | 3,01×10−27            |

Будь-яка із наведених вище реакцій могла б бути джерелом енергії синтезу. Однак окрім температури та поперечного перетину розглянемо також загальну енергію синтезу Efus, енергію заряджених часток Ech, та атомний номер Z неводневих реактантів.
| пальне | Z | Efus [MeV] | Ech [MeV] | нейтронність |
| ------ | - | ---------- | --------- | ------------ |
| D-T    | 1 | 17,6       | 3,5       | 0,80         |
| D-D    | 1 | 12,5       | 4,2       | 0,66         |
| D-3He  | 2 | 18,3       | 18,3      | ~0,05        |
| p-11B  | 5 | 8,7        | 8,7       | ~0,001       |

Останній стовпчик — це нейтронність реакції, тобто та частина енергії, яка вивільняється у вигляді нейтронів. Це значення є важливим індикатором, оскільки серйозними є проблеми, пов'язані із нейтронним опроміненням (такі як радіаціне пошкодження матеріалів, біологічний захист реактора, дистанційне обслуговування та безпека). Для перших двох реакцій вона обрахована за формулою (Efus-Ech)/Efus. Для двох останніх наведено приблизні значення випромінювання для побічних реакцій, що утворюють нейтрони, оскільки власне реакція їх не виробляє.

### Критерій Лоусона
Важливим для розуміння реакції синтезу є поняття поперечного перетину реакції σ: міри ймовірності реакції синтезу як функції відносної швидкості двох взаємодіючих ядер. Для термоядерної реакції синтезу зручніше розглядати середнє значення розподілу добутку поперечного перетину на швидкість ядра {\displaystyle \langle \sigma v\rangle }. Використовуючи його, можна записати швидкість реакції (злиття ядер на об'єм на час) як
{\displaystyle f=n_{1}n_{2}\langle \sigma v\rangle }
Де {\displaystyle n_{1}} і {\displaystyle n_{2}} це густина реактантів. {\displaystyle \langle \sigma v\rangle } зростає від нуля за кімнатної температури до значної величини вже за енергій 10—100 кеВ (такій енергії відповідають температури речовини порядку мільйонів градусів Кельвіна при котрих компоненти реакційної суміші переходять в стан плазми).

### Порівняння параметрів реакцій
| пальне | <σv>/T²     | штраф/винагорода | реактивність | критерій Лоусона | густина енергії |
| ------ | ----------- | ---------------- | ------------ | ---------------- | --------------- |
| D-T    | 1,24× 10-24 | 1                | 1            | 1                | 1               |
| D-D    | 1,28× 10-26 | 2                | 48           | 30               | 68              |
| D-3He  | 2,24× 10-26 | 2/3              | 83           | 16               | 80              |
| p-11B  | 3,01× 10-27 | 1/3              | 1240         | 500              | 2500            |

«Штраф/винагорода» стосуються неводневого та однокомпонентного пального. «Штраф» у розмірі (2/(Z+1)) для неводневих компонентів пального випливає з того факту, що з таких компонент утворюється більше електронів, котрі створюють тиск, але не беруть участі в реакції синтезу. Також є «винагорода» для D-D реакції, оскільки кожен іон у плазмі може взаємодіяти з будь-яким іншим іоном (однокомпонентне пальне).
Величину в колонці «реактивність» отримано діленням максимального перетину <σv>/T² (1,24× 10-24, з попередньої таблиці) на добуток другої та третьої колонок. Вона означає наскільки інші реакції відбуваються повільніше, ніж D-T реакція, за тих же умов. Колонка «Критерій Лоусона» зважує ці результати із Ech та слугує індикатором того, наскільки важче досягнути запалення цих реакцій (порівняно із D-T реакцією). Остання колонка, «густина енергії», зважує реактивність із Efus. Вона слугує вказівником того, наскільки нижча густина енергії синтезу (порівняно із D-T реакцією) та може слугувати мірою економічного потенціалу[джерело?].

### Мюонний каталіз
Термоядерна реакція може бути істотно полегшена за рахунок введення в реакційну суміш мюонів. Електричний заряд мюону є рівним заряду електрону, але його маса є у 207 разів більшою. Через це, мюон може утворювати з ядром систему, подібну до атому, але обертається навколо нього по орбіті у 207 разів меншого радіуса. Мезоатом, як і звичайний атом, електрично нейтральний. Завдяки цьому, два мюонних атоми можуть наблизитися один до одного значно ближче, ніж електронний, не зазнаючи дії кулонівських сил, на відстань порядку 5·10−13 м, утворюючи мезомолекулу. А завдяки тому, що мюонна молекула весь час перебуває у стані теплових коливань, ця відстань є не постійною, і у деякі моменти ядра стають ще ближчими один до одного. Достатньо близькими для того, щоб завдяки тунельному переходу між ядрами могла достатньо швидко (за 10−12 с) відбутись ядерна реакція.
Після злиття ядер, мюони вивільняються і можуть приєднатися до інших ядер — саме тому цей процес називають каталізом. Таким чином, теоретично одна частинка може забезпечити тисячі реакцій — їх число обмежене лише часом життя самого мюона (2,2·10−6 с). На практиці, мюони досить швидко «прилипають» до ядер атомів гелію, що утворюються в результаті реакції — відбувається отруєння каталізатору. Ймовірність такого прилипання у конкретній реакції позначають як {\displaystyle \omega _{s}}. У експериментах з мюонного каталізу вдалося досягти показників у 100 реакцій злиття на один мюон. Енергія, що виділяється при цьому є нижчою ніж енергетичні витрати на отримання самого мюона, тобто, джерелом енергії поки що такий процес служити не може.